# ازجان‌گذشتگان (فیلم ۱۳۴۶)
ازجان‌گذشتگان فیلمی به کارگردانی و نویسندگی ژوزف واعظیان محصول سال ۱۳۴۶ است.

## خلاصه داستان
مرد متمولی دختر جوانی به نام «شیرین» را به همسری می‌گیرد «سهراب» که شیرین را دوست دارد او را ربوده و به ایل خود می‌برد و مرد متمول جوانی به نام «خسرو» را مأمور می‌کند که همسرش را به او بازگرداند

## بازیگران
- ایلوش خوشابه
- آنوش
- رضوان
- محمدتقی کهنمویی
- حسین اشراق
- فرخنده
- سیمین غفاری
- ولی‌الله مؤمنی
- هوشنگ اوج
- شهاب
- عشقی
- یدالله محمدی‌نژاد

## نگارخانه

پوستر قدیمی دیگری از فیلم